# 食物連鎖 (アルバム)
『食物連鎖』（しょくもつれんさ）は、中谷美紀の1枚目のスタジオ・アルバム。1996年9月4日にフォーライフ・レコード /güt から発売された。

## 概要
アイドルユニットのメンバーとしての活動終了後、長戸大幸プロデュースによるシングルのリリース（BMGルームス・1993年12月）を経て、本作はレコード会社を移籍して歌手活動を本格的に開始した中谷のファースト・アルバムである。フォーライフ・レコード移籍後にリリースされたシングル「MIND CIRCUS」、「STRANGE PARADISE」(Paradise Mix) とそのカップリング曲「TATTOO」が収録されている。
プロデュースは坂本龍一。半数の作曲および大半の編曲を坂本が手掛け、ほかに坂本と交流の深い大貫妙子、高野寛、アート・リンゼイ、ヴィニシウス・カントゥアリアといったソングライターが起用され、ミステリアスでアーティスティックな楽曲を提供している。作詞家の売野雅勇は、前年に発売された坂本のアルバム『スムーチー』から引き続き、坂本との制作活動に参加している。
2007年4月4日には、廉価にてCDが再発売されている。

## 収録曲

### CD
| 全編曲: 坂本龍一（特記以外）。 |                                       |                                                                   |                                                |       |
| #                              | タイトル                              | 作詞                                                              | 作曲                                           | 時間  |
| 1.                             | 「MIND CIRCUS」                       | 売野雅勇                                                          | 坂本龍一                                       | 5:16  |
| 2.                             | 「STRANGE PARADISE」(Paradise Mix)    | 売野雅勇                                                          | 坂本龍一                                       | 6:11  |
| 3.                             | 「逢いびきの森で」(編曲: 小西康陽)    | 小西康陽                                                          | 小西康陽                                       | 5:25  |
| 4.                             | 「汚れた脚 The Silence of Innocence」 | 売野雅勇                                                          | 坂本龍一                                       | 6:01  |
| 5.                             | 「my best of love」                   | 大貫妙子                                                          | 大貫妙子                                       | 5:02  |
| 6.                             | 「WHERE THE RIVER FLOWS」             | 売野雅勇                                                          | 坂本龍一                                       | 6:44  |
| 7.                             | 「TATTOO」                            | 中谷美紀                                                          | 坂本龍一                                       | 6:02  |
| 8.                             | 「色彩の中へ」                        | 高野寛                                                            | ヴィニシウス・カントゥアリア                   | 5:58  |
| 9.                             | 「LUNAR FEVER」(編曲: 森俊彦)         | 高野寛                                                            | 森俊彦                                         | 4:30  |
| 10.                            | 「sorriso escuro」                    | アート・リンゼイ、ヴィニシウス・カントゥアリア 日本語詞: 売野雅勇 | アート・リンゼイ、ヴィニシウス・カントゥアリア | 4:24  |
| 合計時間:                      | 合計時間:                             | 合計時間:                                                         | 合計時間:                                      | 55:45 |